# رشكان (أرومية)
رشكان هي قرية في مقاطعة أرومية، إيران. يقدر عدد سكانها بـ 252 نسمة بحسب إحصاء 2016.